# Jegerup Kirke
Jegerup Kirke er en middelalderlig kirke i landsbyen Jegerup nord for Vojens.
Kirken er hvidkalket med blytag og blev bygget 1150.
- Kirken set fra nord
- Kirkerummets østende
- Kirkerummets vestende
- Rummet under tårnet

## Eksterne kilder og henvisninger
- Jegerup Kirke hos KortTilKirken.dk
- Jegerup Kirke i bogværket Danmarks Kirker (udg. af Nationalmuseet)

- Wikimedia Commons har flere filer relateret til Jegerup Kirke